# Данієль Ортега Сааведра
Хосе Данієль Ортега Сааведра (ісп. Jose Daniel Ortega Saavedra; нар. 11 листопада 1945, Ла-Лібертад) — проросійський прокомуністичний політичний і державний діяч Нікарагуа, один з лідерів Сандиністського перевороту 1979 року, що скинув режим президента Анастасіо Сомоси і встановив режим хунти, на чолі якої став сам Ортега разом зі своїми братами Каміло та Умберто. Президент Нікарагуа в 1985—1990 рр. і з листопада 2006 р. по теперішній час. Преса звинувачує його у встановленні тоталітарного режиму в Центральній Америці за його мандатом.
Союзник режиму Путіна, засуджує всі резолюції проти Росії, підтримує кожне рішення, прийняте очільником Кремля.

## Біографія
Народився 11 листопада 1945 року в маленькому нікарагуанському містечку Ла-Лібертад. Його батько був бухгалтером в гірничорудній компанії, а мати належала до заможної сім'ї тваринників. Після закінчення середньої школи Ортега вчився в педагогічному інституті Манагуа, потім в семінарії Сальвадору, пізніше поступив на факультет права Центральноамериканського університету в Манагуа.
Підривною та революційною діяльністю почав займатися в п'ятнадцятирічному віці, вступивши в ряди лівої організації патріотичної молоді. У 1962 році Ортега вступив у ряди Сандиністського фронту національного звільнення (СФНЗ), а через три роки вже входив до складу Національного керівництва СФНЗ. У 1963 році Данієль Ортега був арештований у Гватемалі і депортований у Нікарагуа.
У 1966—1967 роках він брав участь у збройній боротьбі нікарагуанського народу проти диктатора Луїса Сомоси як командувач Центральним фронтом СФНЗ.
У жовтні 1967 року Данієль Ортега взяв участь в здійсненні терористичного акту, в результаті якого був убитий один з керівників сомосівської «Національної гвардії» Лакайо. Ортега був арештований і протягом семи років знаходився у в'язниці «Тіпітапе», яка знаменита тим, що її ніхто не покидав живим. 30 грудня 1974 року він був звільнений в результаті збройної акції СФНЗ і виїхав на Кубу.
У 1976 році Ортега нелегально повернувся до Нікарагуа, де очолив озброєну боротьбу проти режиму Сомоси в центральному, північному і південному районах країни і став одним з лідерів Сандіністської революції.
У 1979 році, після перемоги Сандіністської революції, досягнутої при військовій підтримці СРСР, Ортега увійшов до складу найвищого органу законодавчої і виконавчої влади Нікарагуа — Керівної ради уряду Національного відродження, а з лютого 1981 року був його координатором. У листопаді 1984 року Данієль Ортега був обраний президентом Нікарагуа і офіційно обійняв цю посаду 10 січня 1985 року. Уряд Ортеги, який проводив соціалістичні реформи, опинився на вістрі Холодна війни. З одного боку його підтримували СРСР і Куба, з іншого боку адміністрація Рейгана розгорнула справжню війну, фінансуючи і забезпечуючі загони бойовиків контрас, які з метою підірвати економіку атакували «м'які цілі» — сільськогосподарські кооперативи, порти, лікарні.
Вийшов у відставку з поста президента 25 квітня 1990 року, передавши владу вибраному президентові Нікарагуа Віолеті Чаморро.
5 листопада 2006 року Данієль Ортега знов був обраний президентом Нікарагуа, отримавши 38 % голосів. Переобраний на виборах 2011 і 2016 років.
Ортега нагороджений Золотою медаллю «За антиімперіалістичну солідарність» (удостоєний за рішенням бюро Всесвітньої Федерації Демократичної Молоді (ВФДМ), Перуанським орденом «Великий хрест Ордена Сонця», Кубинським «Орденом Хосе Марті» (La Orden Jose Marti).
Данієль Ортега одружений з поетесою Росаріо Мурільо, котра якийсь час займала посаду директора Нікарагуанського центру культури. У них шестеро спільних дітей і дочка Росаріо від іншого чоловіка.
У листопаді 2021 року Даніель Ортега був переобраний на четвертий п'ятирічний термін із 75 % голосів, згідно з першими частковими офіційними результатами, оприлюдненими Вищою виборчою радою з кандидатами.

## Санкції

### Санкції США
У листопаді 2021 року Джо Байден підписав закон про «Закон про посилення дотримання Нікарагуа умов для виборчої реформи» (Закон RENACER), який розширив санкції США проти Нікарагуа та надав Байдену повноваження виключити Нікарагуа з Угода про вільну торгівлю Домініканської Республіки та Центральної Америки (CAFTA-DR) і перешкоджати багатостороннім позикам Нікарагуа. Венесуела та Росія засудили новий закон.

### Санкції України
Даніель Ортега також підпадає під санкції в Україні за те, що відправив делегацію на окуповану територію Крим.